# قائمة الرافدين الوطنية
قائمة الرافدين أو قائمة الرافدين الوطنية هي قائمة استخدمتها الحركة الديمقراطية الآشورية خلال الانتخابات العراقية برئاسة يونادم كنا.
في الانتخابات البرلمانية لعام 2005، حصلت القائمة على 36,255 صوتًا (0.4%) ومقعد واحد. كانت قائمة الرافدين متقدمة في الخارج خاصة في أستراليا وجاءت في المرتبة الثانية في الولايات المتحدة.
بالنسبة للانتخابات البرلمانية العراقية لعام 2018، قررت الحركة الديمقراطية إدراج الحزب الوطني الآشوري في القائمة أيضًا.

## روابط خارجية
- الموقع الرسمي نسخة محفوظة 9 يوليو 2009 على موقع واي باك مشين.